# 용순
《용순》은 2016년에 공개된 대한민국의 영화이다. 
첫사랑을 겪는 사춘기 소녀의 이야기를 다룬 작품으로서, 영화 속 아름다운 풍광이 담긴 강가는 옥천군 안남면 지수리 대청댐 상류에서 촬영되었다.

## 캐스팅
- 이수경 : 용순 역
- 최덕문 : 아빠 역
- 박근록 : 체육 역
- 김동영 : 빡큐 역
- 얀츠카 : 새엄마 역
- 장햇살 : 문희 역
- 최여진 : 영어선생 역
- 김한나 : 육상부 선배 역
- 고유나 : 육상부 역
- 나애진 : 육상부 역
- 이지영 : 육상부 역
- 김금순 : 슈퍼 아줌마 역
- 김하연 : 어린 용순 역
- 권은서 : 어린 문희 역
- 함석준 : 어린 빡큐 역
- 박수진 : 윤리선생 역
- 김조영현 : 국어선생 역
- 박운아 : 동남아 여성
- 배준성 : 모텔 주인 역
- 김상범 : 모텔 중년남 역
- 최은화 : 모텔 중년여 역
- 이명원 : 교감 역
- 김상원 : 약국할아버지 역
- 오창석 : 정육점아저씨 역
- 이경숙 : 카페 아줌마 역
- 김윤호 : 동신여고 코치 역
- 김종우 : 복도 선생들 역
- 서상덕 : 복도 선생들 역
- 조성철 : 복도 선생들 역
- 박철민 : 교무주임 역 (우정출연)
- 김응수 : 교장 역 (우정출연)
- 이은우 : 친엄마 역 (우정출연)
- 김영재 : 친엄마 옛사랑 역 (우정출연)
- 한근섭 : 신입체육 역 (우정출연)
- 김민재 : 음악선생 역 (우정출연)
- 박지연 : 미술선생 역 (우정출연)
- 김준범 : 문희 아빠 역 (우정출연)
- 김자영 : 문희 엄마 역 (우정출연)
- 장혜진 : 고깃집 아줌마 역 (우정출연)
- 최찬숙 : 체육 엄마 역 (우정출연)